# آورامووو (استان بلاگووگراد)
آورامووو (به بلغاری: Avramovo) یک منطقهٔ مسکونی در بلغارستان است که در استان بلاگووگراد واقع شده‌است.